# Samuel Ebbe Bring
Samuel Ebbe Bring, född den 25 september 1879 i Vinslövs församling, död den 16 januari 1965 i Uppsala, var en svensk biblioteksman och historiker.
Bring blev andre bibliotekarie vid Kungliga biblioteket 1909 och filosofie doktor vid Lunds universitet 1912. Han var från 1914 förste bibliotekarie vid Uppsala universitetsbibliotek. Av Brings omfattande författarskap märks Trollhätte kanals historia (2 band, 1911–1914), Uppsala läns kungl. hushållningssällskap (2 band, 1915–1916), Göta kanals historia (1922), Södertälje kanals historia till år 1819 (1925), Uppsala läns brandstodsbolag 1845–1925 (1925), samt ett flertal bidrag till Karl XII-forskningen i Karolinska förbundets årsbok. Bring redigerade dessutom och utgav Karl XII. Till 200-årsdagen av hans död (1918), minnesskrifter över Magnus Stenbock (1910), Christoffer Polhem (1911),  Carl von Rolands Minnen från fångenskapen i Ryssland (1914), Seigneur A. de la Mottrayes resor 1711–1725 (1918) med flera arbeten.
Bring var även utgivare av den svenska upplagan av Svend Dahls Haandbog i Bibliotekskundskap (1924 ff.) samt tillsammans med Sven Tunberg av Norstedts Världshistoria (1926 ff.). Brings största bibliografiska insats märktes särskilt genom verket Itineraria Svecana. Bibliografisk förteckning över resor i Sverige fram till 1950 (1954). Han är begravd på Vinslövs kyrkogård.